# Agosto rosso

Il 18 agosto 1966, Mao Zedong incontrò per la prima volta le Guardie Rosse a Tienanmen, innescando una massiccia strage a Pechino.

L'espressione agosto rosso (紅八月T, 红八月S, Hóng BāyuèP) indica un periodo di violenze politiche e massacri avvenuti nell'agosto del 1966 a Pechino, capitale della Repubblica popolare cinese, agli inizi della rivoluzione culturale lanciata di Mao Zedong.
Secondo le statistiche ufficiali nel 1980, da agosto a settembre del 1966 un totale di 1.772 persone (compresi insegnanti e presidi di molte scuole) furono uccise a Pechino dalle Guardie Rosse; inoltre furono saccheggiate 33.695 case e 85.196 famiglie furono costrette a lasciare la città. Gli studiosi hanno anche sottolineato che, secondo le statistiche ufficiali del 1985, il bilancio delle vittime effettivo durante l'agosto rosso ammontava a 10.275.
Il 18 agosto 1966, il presidente Mao Zedong incontrò Song Binbin (宋彬彬), un leader delle Guardie Rosse, in cima a Tiananmen. Questo evento scatenò un'ondata di violenza e uccisioni di massa nella città da parte delle Guardie Rosse, che iniziarono anche una campagna per distruggere i "Quattro vecchi". Nel frattempo, un certo numero di persone, tra cui i famosi scrittori Lao She, Zhou Zuoren e Chen Mengjia (陈梦家), si sono suicidati o hanno tentato il suicidio dopo essere stati perseguitati.
L'uccisione da parte delle guardie rosse ebbe un impatto anche su diversi distretti rurali di Pechino. Ad esempio, durante il "massacro di Daxing", tra il 27 agosto e il 1º settembre furono uccise 325 persone nel distretto di Daxing: la vittima più anziana aveva 80 anni, la più giovane 38 giorni e 22 famiglie furono spazzate via. L'agosto rosso di Pechino è considerato l'origine del terrore rosso durante la rivoluzione culturale cinese.

## Storia dell'agosto rosso

### Contesto storico
Il 16 maggio 1966 Mao Zedong lanciò la Rivoluzione Culturale nella Cina continentale. A partire dal giugno 1966, gli studenti di molte scuole iniziarono a picchiare i loro insegnanti e persino i presidi. Il 5 agosto, Bian Zhongyun (卞仲耘), vice preside della Scuola superiore sperimentale collegata alla Università Normale di Pechino (北京师范大学附属女子中学), venne picchiata a morte dalle Guardie Rosse. È stata la prima educatrice a Pechino uccisa dalle Guardie Rosse. (Film documentario: Though I Am Gone)

### Massacro a Pechino

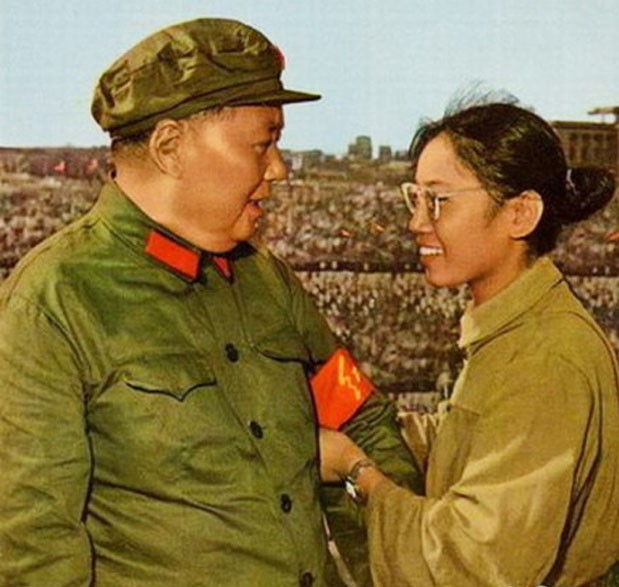
Mao Zedong incontrò il leader della Guardia Rossa Song Binbin in cima a Tiananmen il 18 agosto 1966.

Il 18 agosto 1966, Mao Zedong incontrò Song Binbin (宋彬彬), un leader delle Guardie Rosse, a Tienanmen di Pechino. Questo incontro ha fortemente incoraggiato le Guardie Rosse che poi hanno iniziato la loro massiccia uccisione in città e allo stesso tempo hanno distrutto i "Quattro vecchi". Durante i massacri, Mao Zedong si è pubblicamente opposto a qualsiasi intervento del governo contro il movimento studentesco, e anche Xie Fuzhi, ministro del Ministero della Pubblica Sicurezza, ha ordinato di proteggere le Guardie Rosse e di non arrestarle.

Il 22 agosto 1966 Mao approvò un documento del Ministero della Pubblica Sicurezza in cui ordinava di "non utilizzare la forza di polizia, nessuna eccezione, per intervenire o reprimere il movimento degli studenti rivoluzionari". Il giorno successivo, Mao ha tenuto un discorso alla conferenza del Comitato Centrale del Partito Comunista Cinese (PCC), sostenendo pubblicamente il movimento studentesco e opponendosi a qualsiasi intervento alla "Rivoluzione Culturale degli studenti":
A mio avviso, Pechino non è poi così caotica. Gli studenti hanno tenuto una riunione di 100.000 persone e poi hanno catturato gli assassini. Ciò ha causato un certo panico. Pechino è troppo gentile.... Smettila di interferire per il momento. È ancora troppo presto per dire qualcosa di certo sulla riorganizzazione del centro della Lega della Gioventù; aspettiamo quattro mesi. Le decisioni prese in fretta possono solo causare danni.... Alcuni problemi dovranno essere risolti presto. Ad esempio, gli operai, i contadini e i soldati non dovrebbero interferire con la grande Rivoluzione Culturale degli studenti. Lasciate che gli studenti scendano in strada. Cosa c'è di sbagliato nel scrivere Dazibao o nell'andare in strada?

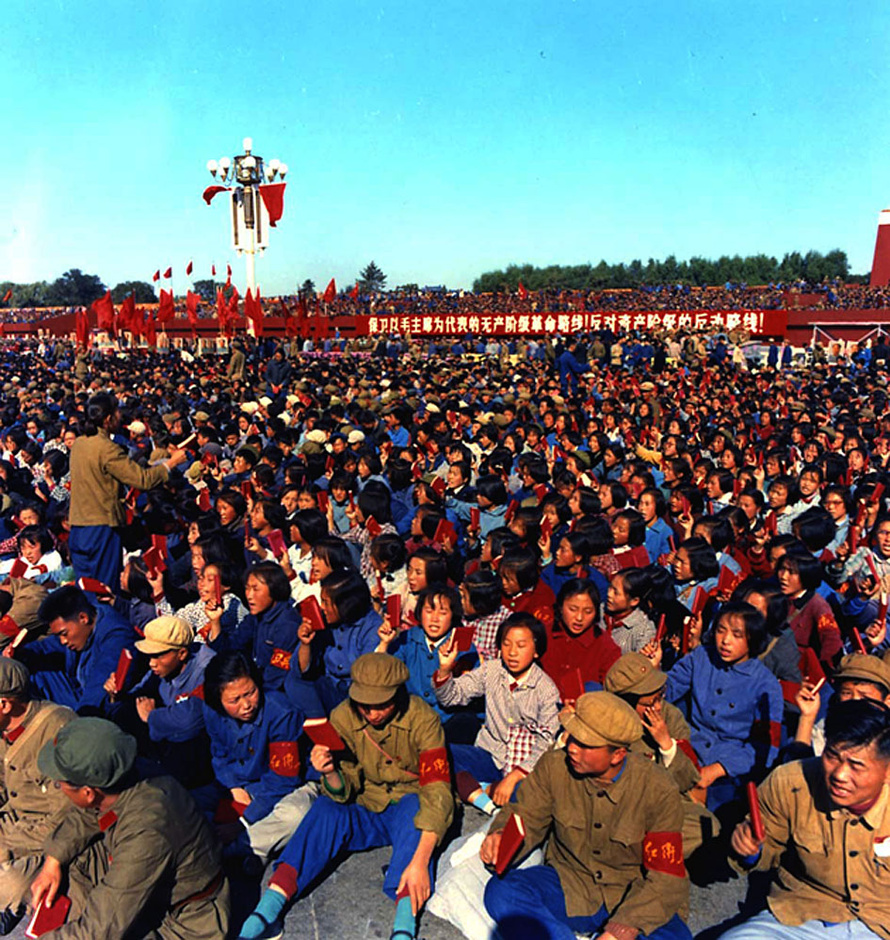
Guardie Rosse in Piazza Tienanmen a Pechino. Tutti avevano in mano il Libretto Rosso di Mao.

Il 25 agosto 1966, migliaia di Guardie Rosse iniziarono un massacro durato una settimana nel "Langanshi (榄杆市)" del distretto di Chongwen (崇文区) a Pechino: la maggior parte dei membri delle "Cinque categorie nere" della zona furono uccisi. Allo stesso tempo, le Guardie Rosse lanciarono una campagna nazionale per distruggere i "Quattro vecchi". Nella sola Pechino, un totale di 4.922 siti storici furono distrutti e le Guardie Rosse bruciarono 2,3 milioni di libri e 3,3 milioni di dipinti, oggetti d'arte e mobili.
Il 26 agosto, anche Xie Fuzhi, ministro del Ministero della Pubblica Sicurezza, ha ordinato di proteggere le Guardie Rosse e di non arrestarle, sostenendo che non era scorretto che le Guardie Rosse picchiassero le "persone cattive". Il giorno successivo, nel distretto di Daxing di Pechino, scoppiò il massacro di Daxing.

### Intervento del governo
La situazione era cresciuta fuori controllo alla fine di agosto 1966, costringendo il Comitato centrale del Partito Comunista Cinese e il governo cinese a prendere molteplici interventi che portarono gradualmente fine al massacro. Tuttavia, milioni di guardie rosse continuarono ad arrivare a Pechino per vedere Mao Zedong in piazza Tiananmen in diverse occasioni, tra cui il 15 settembre, il 1 ottobre e così via. In totale, Mao ha incontrato oltre 11 milioni di guardie rosse a Pechino.

## Uccisioni e bilancio delle vittime

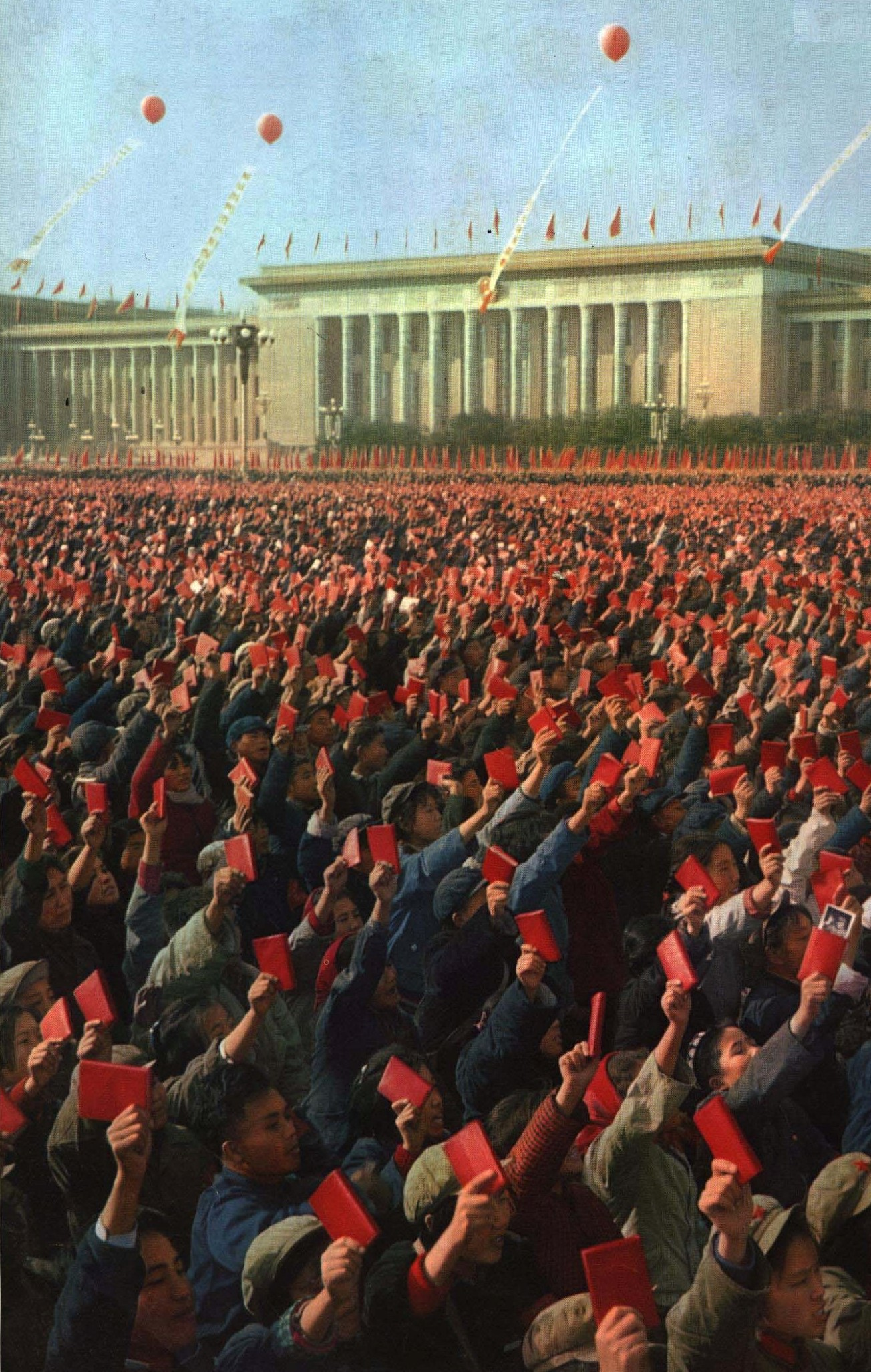
Guardie Rosse in Piazza Tienanmen a Pechino. Tutti avevano in mano il Libretto Rosso di Mao.

### Metodi di tortura e uccisione
I metodi di tortura e uccisione durante l'Agosto Rosso includevano percosse, frustate, strangolamenti, calpestamenti, bolliture, decapitazioni e così via. In particolare, il metodo utilizzato per uccidere la maggior parte dei neonati e dei bambini era quello di sbatterli a terra o di tagliarli a metà.
Molte persone, tra cui il famoso scrittore Lao She e Chen Mengjia (陈梦家), si sono suicidate dopo essere state perseguitate. Il noto intellettuale Zhou Zuoren, fratello minore di Lu Xun, tentò il suicidio dopo essere stato perseguitato dalle Guardie Rosse. Morì l'anno successivo (1967).

### Numero di morti
Secondo le statistiche ufficiali pubblicate nel 1980, da agosto a settembre del 1966, un totale di 1.772 persone - inclusi insegnanti e presidi di molte scuole - furono uccise a Pechino dalle Guardie Rosse, mentre 33.695 case furono saccheggiate e 85.196 famiglie furono costrette a lasciare Pechino. Secondo le statistiche ufficiali pubblicate nel novembre 1985, il bilancio delle vittime durante l’Agosto Rosso fu di 10.275, mentre 92.000 case furono saccheggiate e 125.000 famiglie furono costrette a lasciare Pechino.
Durante il massacro di Daxing, 325 persone furono uccise dal 27 agosto al 1º settembre nel distretto di Daxing di Pechino. Anche se la maggior parte dei ricercatori ritiene che il numero delle morti nel massacro di Daxing fosse già incluso nel bilancio totale delle vittime di Pechino, alcuni ricercatori non sono d'accordo.

## Conseguenza e influenza

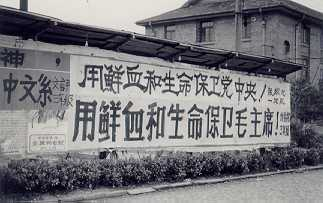
La propaganda politica delle Guardie Rosse nel campus della Shanghai Università Fudan: "Difendi il Comitato Centrale del Partito con sangue e vita! Difendi il presidente Mao con sangue e vita!".

L'agosto rosso di Pechino è considerato l'origine del terrore rosso durante la rivoluzione culturale cinese, istigando il movimento delle guardie rosse in più città tra cui Shanghai, Canton, Nanchino e Xiamen, dove leader politici locali, intellettuali, insegnanti e membri dei "Cinque categorie nere" furono perseguitate e persino uccise dalle Guardie Rosse.
- A Pechino, le Guardie Rosse della Scuola superiore n.6 di Pechino stabilirono una prigione privata nel campus, dove scrissero "Lunga vita al terrore rosso!" su un muro usando il sangue delle vittime che hanno picchiato o addirittura ucciso.[1][39]
- Ad esempio, a Shanghai, le Guardie Rosse locali hanno saccheggiato 84.222 case di famiglie "borghesi", di cui 1.231 erano case di intellettuali o insegnanti.[14] Fu Lei (傅雷), un famoso traduttore cinese, si suicidò con la moglie a Shanghai all'inizio di settembre del 1966 dopo essere stato perseguitato dalle Guardie Rosse.[40][41][42]

C'è stato un confronto tra la data "18 agosto 1966", che fu il momento cruciale dell'Agosto Rosso, con la Kristallnacht, che fu il preludio dell'Olocausto della Germania nazista. Inoltre, l'Agosto Rosso, insieme ai successivi massacri in tutta la Cina durante la Rivoluzione Culturale, è stato paragonato al massacro di Nanchino condotto dall'esercito giapponese durante la seconda guerra sino-giapponese.

## Galleria d'immagini

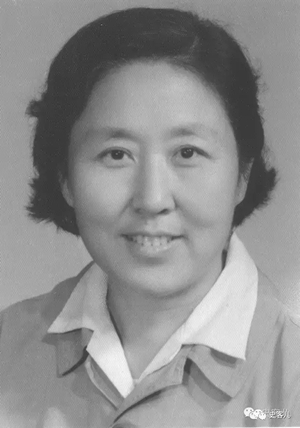
Bian Zhongyun (卞仲耘), vicepreside di una scuola superiore di Pechino, è stato il primo operatore scolastico a Pechino ucciso dalle Guardie Rosse (il 5 agosto 1966).
Mao Zedong incontrò le Guardie Rosse a Pechino (agosto 1966).
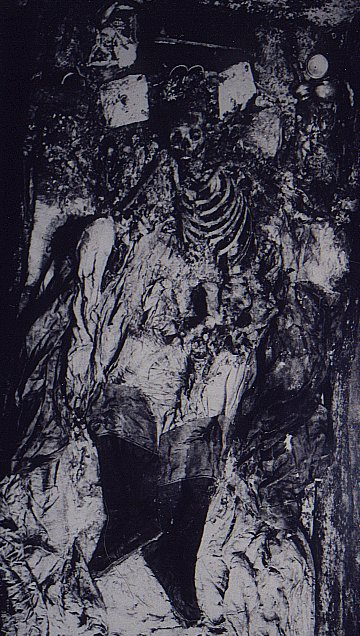
Nell'agosto del 1966, le Guardie Rosse di Pechino spostarono le ossa dell'Imperatore Wanli e delle sue due regine al cancello del Mausoleo di Dingling e le bruciarono.
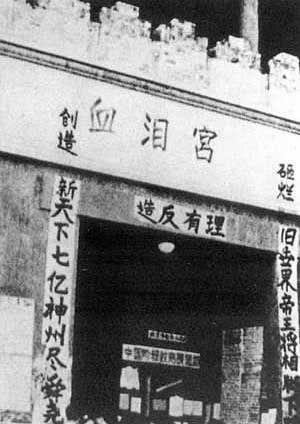
Nell'agosto 1966, le Guardie Rosse cambiarono il nome di "Città Proibita" a Pechino in "Palazzo del Sangue e delle Lacrime".
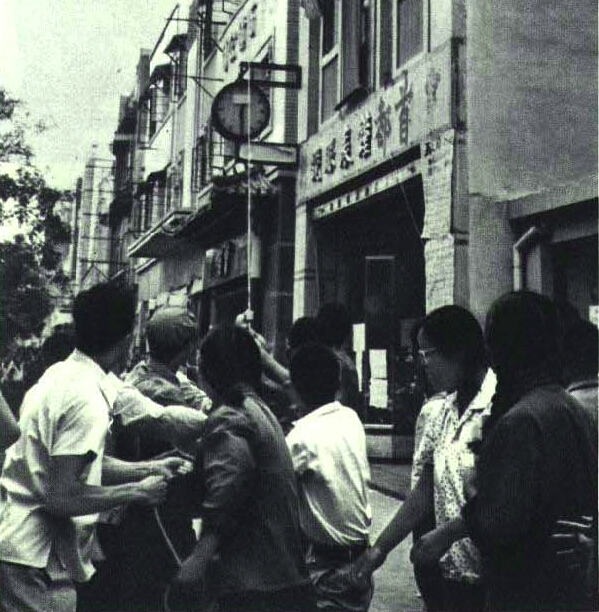
Le Guardie Rosse di Pechino distrussero l'insegna davanti al commerciante di orologi "Hengdeli (亨得利)". Hanno cambiato il nome del rivenditore in "Negozio di orologi Capital (首都钟表店)". Il comportamento è stato elogiato dal Quotidiano del Popolo (agosto 1966), il giornale ufficiale del PCC.
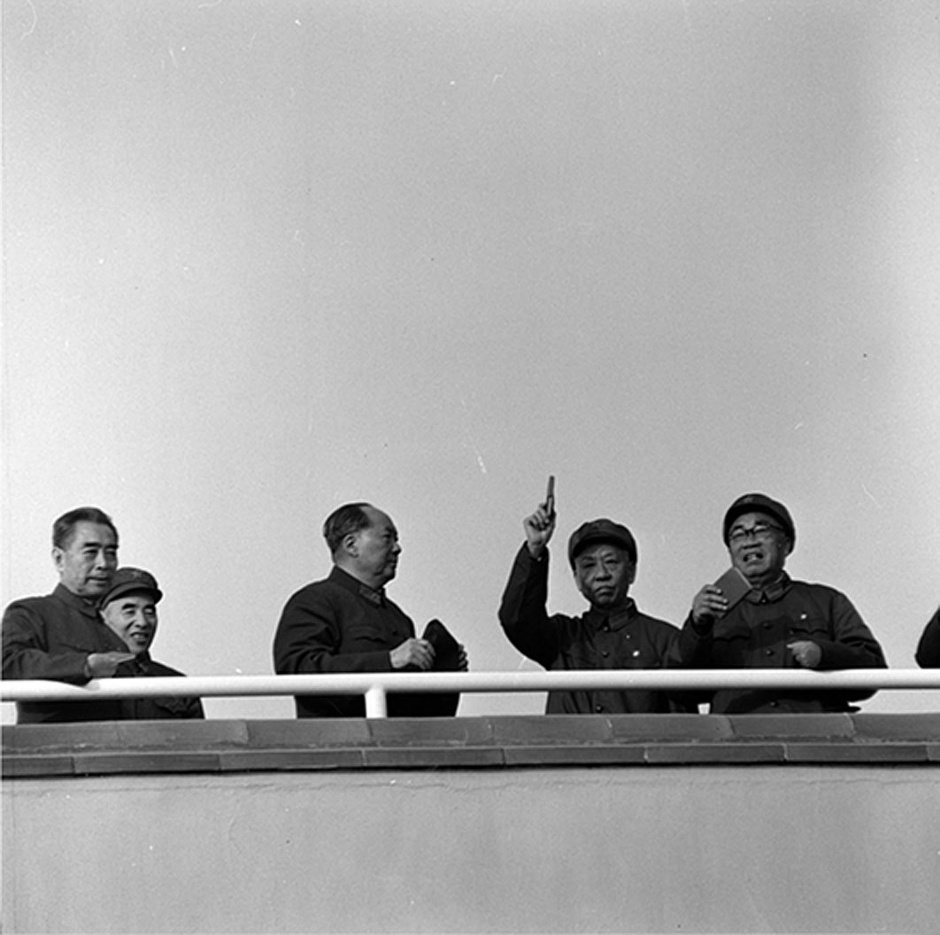
Mao Zedong incontrò le Guardie Rosse a Pechino (15 settembre 1966). Da sinistra a destra: Zhou Enlai, Lin Biao, Mao Zedong, Liu Shaoqi e Zhu De. Tranne lo stesso Mao, altri avevano in mano il Libretto Rosso di Mao.
Guardie rosse in piazza Tiananmen (15 settembre 1966).
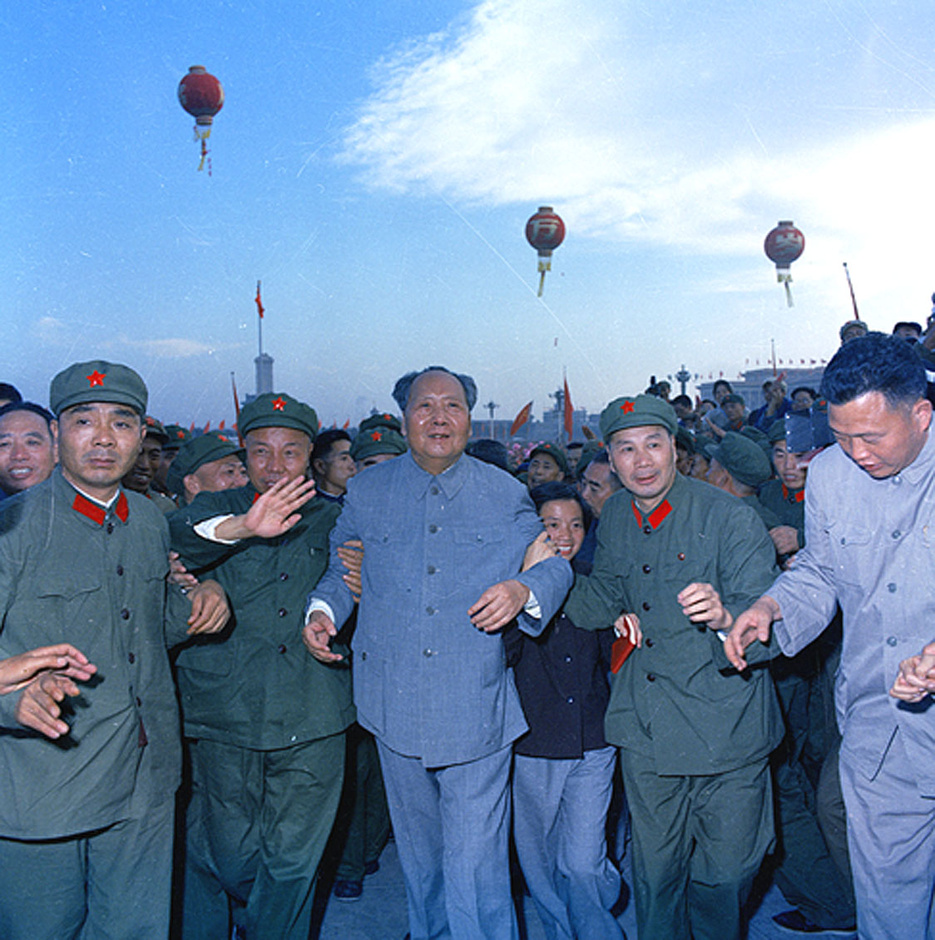
Mao Zedong incontrò le Guardie Rosse a Pechino (1 ottobre 1966).
Mao Zedong incontrò le Guardie Rosse a Pechino (18 ottobre 1966).